# Американски бобър
Американските бобри (Castor canadensis) са вид средноголеми бозайници от семейство Боброви (Castoridae). Разпространени са в по-голямата част от Северна Америка и са най-едрият гризач на континента. Възрастните достигат маса от 15 – 35 kg и дължина около 1 m. Американските бобри са интродуцирани на Скандинавския полуостров и в северозападните части на Русия, както и в Южна Америка.